# Georg Carl Amdrup
Georg Carl Amdrup (19. november 1866 i København – 15. januar 1947 sammesteds) var en dansk søofficer og grønlandsforsker.
Amdrup blev officer 1888 og udnævntes til kaptajn i 1905. Han ledede 1898-1900 Carlsbergfondets ekspedition til Østgrønland med det formål at kortlægge og undersøge de da helt uudforskede kyststrækninger mellem Tasiilaq og Scoresby Sund. Ekspeditionens resultater publiceredes i "Meddelelser om Grønland", XXVII-XXIX.
Amdrup hædredes for disse rejser bl.a. med Fortjenstmedaljen i guld, og Det Kongelige Danske Geografiske Selskabs guldmedalje. Han var Storkorsridder af Dannebrog og Dannebrogsmand.
Amdrup rådgav Mylius-Erichsen og anbefalede Danmark-ekspeditionen til Grønlands nordøstkyst 1906-1908, hvor han i 1906 blev medlem af kommiteen og udgav en beretning om denne ekspedition i "Meddelelser om Grønland", XLI.
Amdrup var fra 1905 adjudant hos prins Valdemar og indtrådte i 1913 i Kommissionen for ledelsen af de geologiske og geografiske undersøgelser i Grønland (fra 1931: Kommissionen for videnskabelige undersøgelser i Grønland), i hvilken han var formand 1930-31. Han udnævntes til kommandør 1916, kontreadmiral 1925 og viceadmiral 1927. Han var medlem af redaktionen for "Grønland i tohundredåret for Hans Egedes landing" 1921 ("Meddelelser om Grønland", LX og LXI).
Motorskibet G C Amdrup var opkaldt efter ham. Den 17. juli 1951, da skibet befandt sig ud for Kristiansand på hjemrejse fra Tasiilaq, skete en eksplosion i maskinrummet, skibet brød i brand og sank. Men modsat det mere berømte MS Hans Hedtoft blev alle ombordværende passager reddet af skibet Sværdfisken, og blev sejlet til Skagen.  
12. februar 1904 ægtede han Alma f. Bloch (21. marts 1883 i København – 1917), datter af maleren Carl Bloch og hustru Alma f. Trepka.

## Forfatterskab

### På internettet
- G.C. Amdrup, Louis Bobé, Ad.S. Jensen, H.P.Steensby: "Grønland i Tohundredeaaret for Hans Egedes Landing", Bind I (Meddelelser om Grønland, bind LX, 1921)